# Thanh Sơn, Hữu Lũng
Thanh Sơn là một xã thuộc huyện Hữu Lũng, tỉnh Lạng Sơn, Việt Nam.

## Địa lý
Xã Thanh Sơn có diện tích 22,64 km², dân số năm 1999 là 2.994 người, mật độ dân số đạt 132 người/km².
Theo thống kê năm 2023, xã Thanh Sơn có diện tích 22,67 km², dân số là 3.612 người, mật độ dân số đạt 134 người/km².

## Hành chính
Xã Thanh Sơn được chia thành 5 thôn: Lay, Điển Trên, Điển Dưới, Đoàn Kết, Thống Nhất.